# R:evolution
R:evolution is een studioalbum van de Britse band Hawklords. Hawklords werd steeds meer de opvolger van Hawkwind, de band van waaruit ze ooit ontstaan is. Het album R:evolution laat een band horen in de traditie van Hawkwinds spacerock en ook voor wat betreft personele wisselingen trad de band in de voetsporen van hun voorganger. Bij dit album is Adrian Shaw niet meer van de partij. 

## Musici
- Ron Tree – zang, basgitaar
- Jerry Richards – gitaar, basgitaar, toetsinstrumenten, special effects
- Tom Ashurst - basgitaar
- Harvey Bainbridge – synthesizers
- Dave Pearce – slagwerk
- John Constable AKA John Crow - gedichten

## Muziek
| Nr. | Titel                                      | Duur |
| --- | ------------------------------------------ | ---- |
| 1.  | Re-animator (Richards, Tree, Pearce)       | 5:00 |
| 2.  | Blink of an eye (Richards, Tree, Pearce)   | 3:53 |
| 3.  | Evolver (Richards, Constable, Pearce)      | 7:19 |
| 4.  | The last change (Bainbridge)               | 4:56 |
| 5.  | Space monkey (Richards, Tree, Pearce)      | 5:40 |
| 6.  | One day (Richards, Pearce)                 | 5:51 |
| 7.  | The dreaming (Richards, Constable, Pearce) | 6:53 |
| 8.  | The joker (Richards, Pearce)               | 5:30 |
| 9.  | Shadow of the machines (Richards, Pearce)  | 9:41 |

Evolver gaat over evolutie ("There once was nothing to smell, taste, touch, hear or see; Then I become a single cell, a-washing in the sea").